# كول يونغر
كول يونغر (بالإنجليزية: Cole Younger)‏ هو داعية أمريكي، ولد في 15 يناير 1844 في ليز ساميت في الولايات المتحدة، وتوفي بنفس المكان في 21 مارس 1916.

## وصلات خارجية
- كول يونغر على موقع الموسوعة البريطانية (الإنجليزية)
- كول يونغر على موقع إن إن دي بي (الإنجليزية)